# Jessica Harrison
Jessica Harrison, född 27 oktober 1977 i Sheffield, England, är en engelskfödd fransk triathlet som deltog i de olympiska sommarspelen 2008 och 2012. Hon har ett förhållande med triathleten Carole Péon.